# Фабри, Эрнст Сигизмундович
Эрнст Сигизмундович Фабри (нем. Ernst Fabri; 7 мая 1891, Вена, Австро-Венгрия — 6 ноября 1966, Москва, СССР) — австрийский писатель и журналист, видный деятель Компартии Австрии. Председатель Союза пролетарско-революционных писателей Австрии (с 1930).

## Биография
Родился в Вене в еврейской семье. Его отец Зигмунд Фейгельшток (1850—1933) сменил фамилию на Фабри уже будучи взрослым; мать, Сара Ирена Гутхард (1867—1943), уроженка Секешфехервара, была во время немецкой оккупации депортирована в еврейское гетто Терезина, где погибла. С 1906 — участник молодёжного движения австрийской социал-демократии, член радикального крыла социал-демократов Австрии и левой оппозиции «Ассоциации молодых работников Австрии» во время Первой мировой войны. С 1918 — член рабочего совета Вены, с 1921 — коммунист.
Один из основателей Коммунистической партии Австрии, партийный функционер.
Был в числе основателей Союза пролетарско-революционных писателей Австрии (1930). Председатель Союза.
Кандидат в члены президиума МОПРа от австрийской секции.
В 1932 году Фабри с семьёй эмигрировал из Австрии в СССР, где ему было предоставлено политическое убежище. Работал в редакции немецкоязычной газеты в Москве.
В 1938 Фабри в течение двух недель содержался под стражей во время чисток в СССР, но впоследствии был освобождён.
После начала Великой Отечественной войны был эвакуирован в Ташкент, работал в австрийской службе Московского радио. Продолжил работу на радио после войны.
Умер в Москве 6 ноября 1966 года. Похоронен на Донском кладбище.
Отец Курта Фабри (1923—1990), советского этолога, основоположника отечественной зоопсихологии, профессора психологии МГУ.

## Творчество
Печатался с 1908 года. Автор стихов и рассказов, публицистических статей.

## Избранные произведения
- Такова наша жизнь. Красные песни («So unser Leben. Rote Lieder».— Wien — Leipzig, Brüder Schuschitzky, Anzengruber Verlag, 1909)
- Из бездны нищеты («Aus elendsenger Tiefe».— Wien, Arbeiterbuchhandlung, 1921)
- Письмо Э. Фабри об основании Союза пролетарско-революционных писателей Австрии (1930)
- Выступление Фабри на Харьковской конференции (напечатано в специальном номере «Литературы мировой революции», 1931, стр. 159—160)
- Йозеф Герл (рассказ «Josef Gerl», Издательство иностранных рабочих в СССР, М., 1934, посвящён одной из героических жертв австро-фашистской висельной юстиции)
- Воспоминания
- Австрийская секции МОПР

Использовал псевдонимы — E. Breitenseer, Емельян Коваль.